# هجرة اليهود من الدول العربية والإسلامية
يشير مصطلح هجرة اليهود من الدول العربية والإسلامية أو هجرة اليهود من البلدان العربية إلى رحيل وإبعاد وتهجير وهجرة حوالي 850,000 يهودي، وفي المقام الأول يهود سفارديون ويهود مزراحيون من الوطن العربي والعالم الإسلامي، وبشكلٍ مكثف في الفترة الممتدة بين 1948 وأوائل سبعينيات القرن العشرين. وقعت آخر موجة هجرة رئيسية من إيران بين عامي 1979 و1980، وذلك نتيجة للثورة الإسلامية الإيرانية.
بدأ عددٌ من عمليات النزوح اليهوديّة الصغيرة من العديد من دول الشرق الأوسط في أوائل القرن العشرين، وكانت الهجرة اليهودية الكبيرة معروفة باسم عليا من اليمن وسوريا إلى فلسطين (الهجرة إلى المنطقة المعروفة اليوم باسم إسرائيل). هاجر عددٌ قليلٌ جدًا من اليهود من الدول الإسلامية خلال فترة الانتداب البريطاني على فلسطين. وقبل وثيقة إعلان قيام دولة إسرائيل في عام 1948، كان ما يقارب 800,000 يهودي يعيشون في أراضٍ تشكّل العالم العربي الآن. من بين هؤلاء، يعيش أقلّ من ثلثيهم في شمال أفريقيا التي كانت تحت الانتداب الفرنسي والإيطالي، و15-20% في المملكة العراقية وحوالي 10% في المملكة المصرية وحوالي 7% في المملكة المتوكلية اليمنية. و200,000 شخص كانوا يعيشون في الدولة البهلوية الإيرانية وجمهورية تركيا.
وقعت أولى عمليات التهجير على نطاقٍ واسع في أواخر الأربعينيات وأوائل الخمسينيات من القرن العشرين، معظمها من العراق واليمن وليبيا. غادر أكثر من 90% من السكان اليهود في هذه الهجرات، على الرغم من ضرورة ترك ممتلكاتهم خلفهم. هاجر 260 ألف يهودي من الدول العربية إلى إسرائيل بين عامي 1948 و1951، ما يمثّل 56% من إجمالي المهاجرين إلى الدولة التي أُسِّسَت حديثًا؛ كان هذا نتاجُ تغيّرٍ في السياسة لصالح الهجرة الجماعية التي تركّز على اليهود من الدول العربية والإسلامية (خطة المليون). تجهّزَت الحكومة الإسرائيلية لاستيعاب 600,000 مهاجر على مدار أربع سنواتٍ، ما ضاعف عدد السكان اليهود الموجودين، والذي لاقى ردودَ فعلٍ مُتباينةٍ في الكنيست، فقد كانت هناك معارضة من داخل الوكالة اليهودية والحكومة للترويج لحركة هجرة واسعة النطاق بين اليهود الذين لم تتعرّض حياتهم للخطر.
على مدى العقود اللاحقة بلغت الهجرة ذروتها في أوقاتٍ مختلفة ومن مناطق مختلفة. حدثت ذروة الهجرة من مصر في عام 1956 في أعقاب العدوان الثلاثي على مصر. أما الهجرة الجماعية من دولٍ عربيّةٍ أخرى في شمال أفريقيا فقد بلغت ذروتها في الستينيات من القرن العشرين. كان لبنان هو الدولة العربية الوحيدة التي شهدت زيادةً مؤقتةً في عدد سكانها اليهود خلال هذه الفترة، بسبب تدفّق اليهود من دول عربية أخرى، على الرغم من أن الجالية اليهودية في لبنان قد تقلص عددها بحلول منتصف سبعينيات القرن العشرين. وبحلول عام 1972 وصل إلى إسرائيل 600 ألف يهودي من الدول العربية والإسلامية. في المجموع، من بين 900,000 يهودي تركوا الدول العربية والإسلامية الأخرى، استقر 600,000 في دولة إسرائيل الجديدة، و300,000 هاجروا إلى فرنسا والولايات المتحدة. يشكل أحفاد المهاجرين اليهود من المنطقة، والمعروفين باسم يهود مزراحيون («اليهود الشرقيين» ويهود سفارادي («اليهود الإسبان»)، حاليًا أكثر من نصف إجمالي سكان إسرائيل، ويعود ذلك جزئيًا لارتفاع معدل الخصوبة لديهم. في عام 2009، مكث 26,000 يهودي فقط في الدول العربية وإيران، و26,000 في تركيا.
وشملت أسباب الهجرة عوامل ضغط، مثل الاضطهاد ومعاداة السامية وعدم الاستقرار السياسي والفقر والترحيل إلى جانب عوامل الجذب، مثل الرغبة لتلبية التطلّعات الصهيونية أو إيجاد وضعٍ اقتصادي أفضل وتأمين ملجأ في أوروبا أو الأمريكتين. سُيِّسَ تاريخ الهجرة، بالنظر إلى الصلة الوثيقة المقترحة للسرد التاريخ للصراع العربي الإسرائيلي. عند عرض التاريخ، فإن أولئك الذين ينظرون إلى الهجرة اليهودية على أنها مماثلة للنكبة الفلسطينية عام 1948، يشدّدون عمومًا على عوامل الضغط ويعتبرون أولئك الذين غادروا لاجئين، بينما يشدد الآخرون على عوامل الجذب ويعتبرونهم مهاجرين طوعيًا.

## معلومات عامة
في زمن الفتح في القرن السابع، كانت المجتمعات اليهودية القديمة تعيش في مناطقَ كثيرةٍ من الشرق الأوسط وشمال أفريقيا منذ العصور القديمة. اعتُبِرَ اليهود تحت الحكم الإسلامي من أهل الذمة، إلى جانب بعض الفرق الدينيّة قبل الإسلام. على هذا النحو، مُنحت هذه الفِرَق حقوقًا محددةً واعتبروا من «أهل الكتاب».
أثناء موجات الاضطهاد في أوروبا التي تعود إلى العصور الوسطى، لجأ العديد من اليهود إلى أراضي المسلمين، على الرغم من أنّه في أوقاتٍ وأماكنَ أخرى، فرَّ اليهود من الاضطهاد من أراضي المسلمين ولجؤوا للأراضي المسيحية. تلقّى اليهود الذين طُرِدُوا من شبه الجزيرة الإيبيرية دعوةً للتوطين في أجزاء مختلفة من الدولة العثمانية، حيث كانوا يشكّلون في كثيرٍ من الأحيان أقليّةً نموذجيّةً ناجحةً من التجار الذين يعملون وسطاء لحكامهم المسلمين.

## منطقة شمال أفريقيا

### الاستعمار الفرنسي
تعاظمت سياسة فرنسا تجاه اليهود في شمال أفريقيا المُستعمرَة فرنسيًا في القرن التاسع عشر، بسبب نشاط منظماتٍ مثل الاتحاد الإسرائيلي العالمي والسياسات الفرنسية مثل مرسوم الجنسية الجزائرية لعام 1870، ونجمَ عن ذلك فصل المجتمع اليهودي عن المسلمين المحليين.
بدأ الفرنسيون غزو الجزائر في عام 1830. وكان للقرن التالي أثرٌ عميقٌ على وضع اليهود الجزائريين، وبعد «قانون كريميو» عام 1870، تغيّر وضع الأقلية المحمية من أهل الذمة إلى مواطنين فرنسيين تابعين للقوّة الاستعماريّة. نجمت عن القانون موجة من الاحتجاجات المعادية لليهود بقيادة حركة الأقدام السوداء (مثل أعمال الشغب المعادية لليهود في عام 1897 في وهران)، والتي لم يشارك فيها المجتمع المسلم، ما أدّى لخيبة أمل المحرّضين الأوروبيين. إلّا أنّه حدثت أيضًا حالات شغب معادية لليهود بقيادة المسلمين، مثلما حدث في قسنطينة عام 1934 عندما قتل 34 يهوديًا.
نهضت تونس المجاورة للحسينيين تحت النفوذ الأوروبي في أواخر ستينيات القرن التاسع عشر وأصبحت محميّةً فرنسيّةً في عام 1881. ومنذ وصول أحمد باي بن مصطفى للعرش عام 1837 وخليفته محمد باي بن حسين، كان يهود تونس يرتقون ضمن المجتمع التونسي، مع تحسين وضع الحرية والأمان، وهو ما عززته وصانته الحماية الفرنسية. حصل حوالي ثلث اليهود التونسيين على الجنسية الفرنسية أثناء الحماية.
أصبحت المغرب، التي ظلّت مستقلةً خلال القرن التاسع عشر، محميّةً فرنسيّةً في عام 1912. ومع ذلك، خلال أقلّ من نصف قرنٍ من الاستعمار، انقلب التوازن بين اليهود والمسلمين في المغرب، وتفرّق المجتمع اليهودي مرةً أخرى بين مناطق المستعمرين والأغلبية المسلمة. أدّى التغلغل الفرنسي للمغرب بين عامي 1906 و1912 إلى استياء المسلمين المغاربة بشكلٍ كبير، ما أطلق احتجاجاتٍ وطنيةً واضطراباتٍ عسكريةً. خلال تلك الفترة، نشب عدد من الاحتجاجات المناهضة لأوروبا أو المناهضة لفرنسا لتشمل مظاهرات معادية لليهود، في كل من الدار البيضاء ووجدة وفاس بين عامي 1907-1980 وفي وقتٍ لاحق حدثت أيام فاس الدامية عام 1912.
كان الوضع في المستعمرة الليبية مشابهًا، أما بالنسبة للفرنسيين في بلدان شمال أفريقيا الأخرى، فقد رحّب المجتمع اليهودي بالنفوذ الإيطالي في ليبيا، ما زاد من فراقهم عن الليبيين غير اليهود.
أنشأ الاتحاد الإسرائيلي العالمي، الذي تأسس في فرنسا عام 1860، مدارس في الجزائر والمغرب وتونس منذ عام 1863.

## الحرب العالمية الثانية
تعرّض المغرب والجزائر وتونس وليبيا خلال الحرب العالمية الثانية للاحتلال النازي أو فرنسا الفيشية وكان يهودهم يخضعون لاضطهادٍ متنوع. أنشأت قِوى المحور معسكرات اعتقالٍ في ليبيا ورُحِّلَ العديد من اليهود قسرًا إليها. وفي مناطق أخرى، استهدفت الدعاية النازية السكان العرب لتحريضهم ضد الحكم البريطاني أو الفرنسي. وساهمت الدعاية الاشتراكية القومية في نقل معاداة السامية المتطرّفة إلى العالم العربي، ما جعل الجاليات اليهودية تشعر بالقلق. اندلعت أعمال شغب معادية لليهود في الدار البيضاء في عام 1942 في أعقاب عملية الشعلة، حيث هاجمت الجماهير المحليّة أحياء الملّاح اليهودية (الملّاح هو الاسم المغربي للغيتو اليهودي). ومع ذلك، وفقًا للدكتور حاييم سعدون، من الجامعة العبرية في القدس: فإنّ «العلاقات الجيدة نسبيًا بين اليهود والمسلمين في شمال أفريقيا خلال الحرب العالمية الثانية تتناقض تمامًا مع معاملة أصحاب الديانات الأخرى من قبل اللايهوديين في أوروبا».
منذ عام 1943 وحتى منتصف ستينيات القرن العشرين، عملت لجنة التوزيع الأمريكية اليهودية المشتركة بمثابة منظمةٍ أجنبيّةٍ مُهمّةٍ تقود التغيير والتحديث في المجتمع اليهودي في شمال أفريقيا، وشاركت بداية تأسيسها بأعمال الإغاثة خلال الحرب العالمية الثانية في المنطقة.

## وصلات خارجية
- موقع يطالب بتعويضات لليهود المهاجرين من الدول العربية: عدالة لليهود من الأراضي العربية